# Frank Pietrzok

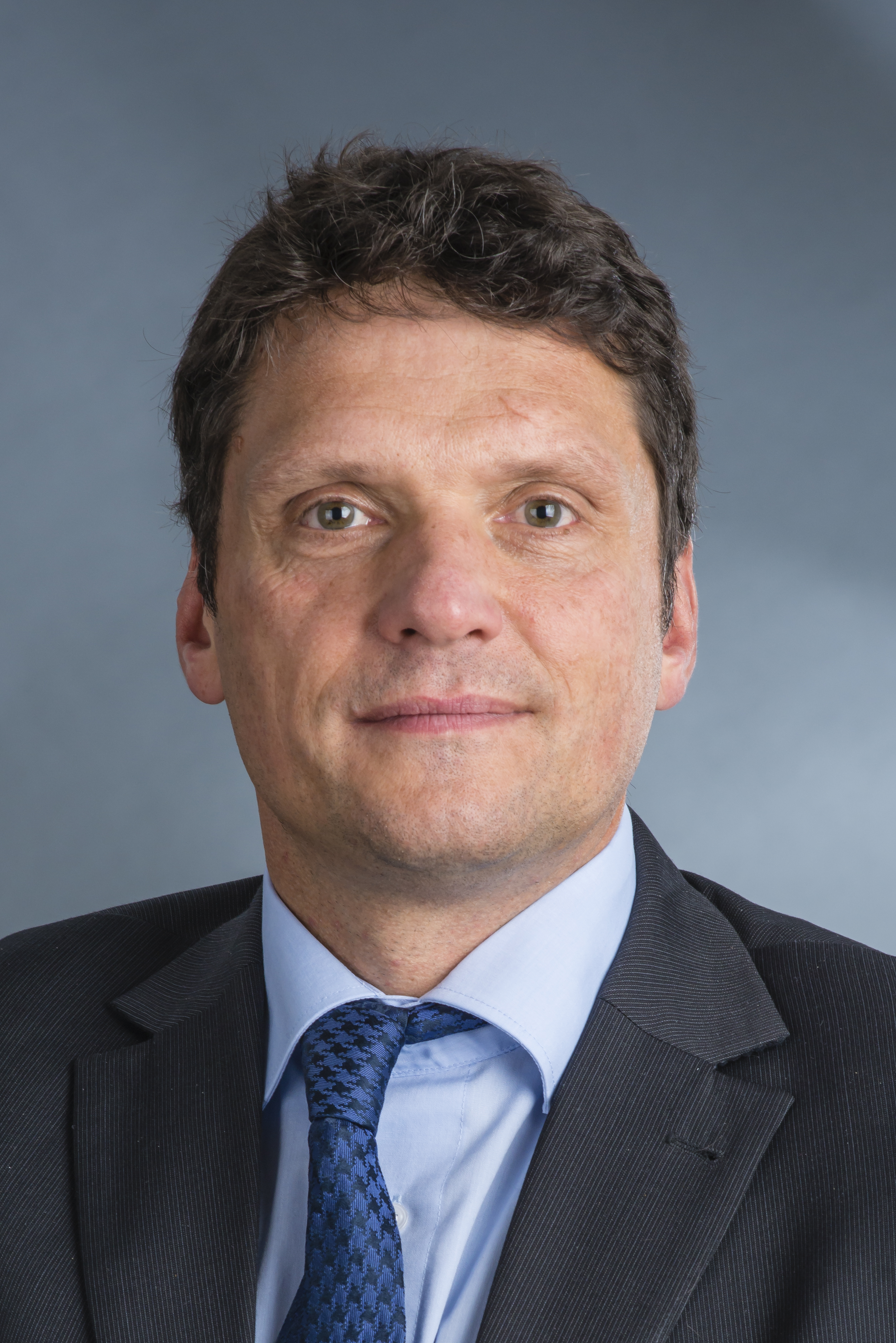
Frank Pietrzok 2015

Frank Pietrzok (* 20. Juni 1964 in Xanten; † 3. Februar 2022 in La Unión, Kolumbien) war ein deutscher Politiker (SPD) und er war Staatsrat in Bremen.

## Biografie

### Familie, Ausbildung und Beruf
Pietrzok machte sein Abitur am Städtischen Stiftsgymnasium Xanten und studierte Politologie an der Freien Universität Berlin. 1991 wurde er Geschäftsführer beim Berliner Arbeitskreis für politische Bildung und 1993 Geschäftsführer und Bildungsreferent bei der Sozialistischen Jugend Deutschlands – Die Falken (SJD) im Kreisverband Bremen. Nach seiner Abgeordnetenzeit von 1999 bis 2005 wurde er Fraktionsgeschäftsführer der SPD-Fraktion in der Bremischen Bürgerschaft.
Pietrzok kam bei einem Paragliding-Unfall in Kolumbien ums Leben.
Pietrzok war verheiratet und Vater eines Sohnes.

### Politik
1995 wurde Pietrzok Mitglied der SPD. Ab Juni 1999 war er Mitglied der Bremischen Bürgerschaft, bis er am 8. November 2005 durch Verzicht vorzeitig ausschied.
2013 bewarb er sich um das Amt des Bürgerschaftsdirektors. Die Bewerbung zog er aber in einem Schreiben an Parlamentspräsident Christian Weber zurück, weil „das von Ihnen geführte Besetzungsverfahren mit vielfältigen Verfahrensmängeln belastet“ und deshalb ein Ende nicht absehbar sei. Um den schwelenden Streit im Parlamentsvorstand und eine Herabsetzung der Bürgerschaft zu beenden, werde er sich „aus dem Bewerbungsverfahren zurückziehen“.
Von Juli 2015 bis August 2019 war er Bremer Staatsrat und Vertreter der Senatorin für Kinder und Bildung Claudia Bogedan (SPD). Seine Nachfolgerin wurde Arnhild Moning.